# Richard Pietschmann
Richard Pietschmann (Szczecin, 1851. szeptember 24. – Göttingen, 1923. október 17.) német orientalista, egyiptológus és történész, Eduard Pietschmann szobrász fia.

## Életpályája
Eduard Pietschmann (1819–1890) stettini szobrász fiaként született. Berlinben és Lipcsében keleti nyelveket és etnográfiát tanult; 1875-től könyvtáros, 1888 óta a göttingeni egyetem könyvtár-őre, s 1890 óta ugyanott az egyiptológia és a keleti történelem tanára. 1903. április 1-jétől 1920-ig, nyugállományba vonulásáig a göttingeni egyetem könyvtárának igazgatója volt. Könyvtártani munkássága is jelentős.

## Kitüntetései, elismerései
- Roter-Adler-Orden
- Titkos tanácsosi cím

## Művei
- Hermes Trismegistos (Lipcse, 1875)
- Geschichte der Phönizier (Berlin, 1889)
- átdolgozva kiadta Maspero művét: Geschichte der morgenländischen Völker im Altertum (Lipcse, 1877), valamint Perrot és Chipiez munkáját: Geschichte der Kunst im Altertum (uo. 1884)